# Butler (Alabama)
Butler ist eine Stadt und County Seat im Choctaw County des Bundesstaats Alabama der Vereinigten Staaten.
Das U.S. Census Bureau hat bei der Volkszählung 2020 eine Einwohnerzahl von 1.871 ermittelt.

## Geographie
Butler liegt im Südwesten Alabamas im Süden der Vereinigten Staaten, etwa 18 Kilometer östlich der Grenze zu Mississippi. Die Fläche des Ortes beträgt 14,5 km², die vollständig auf Land entfallen.
Nahegelegene Orte sind unter anderem Lisman (7 Kilometer nordwestlich), Needham (13 Kilometer südwestlich), Pennington (14 Kilometer nordöstlich) und Toxey (18 Kilometer südlich). Die nächste größere Stadt ist mit 205.000 Einwohnern die etwa 167 Kilometer östlich gelegene Hauptstadt Alabamas, Montgomery.

## Geschichte
Die Stadt wurde 1848 gegründet und besiedelt, ein Jahr nach Gründung des Choctaw County und der Festlegung Butlers als dessen County Seat. Sie wurde nach einem Soldaten benannt, der im Mexikanisch-Amerikanischen Krieg getötet wurde. 1848 wurde ein Postamt eröffnet, im gleichen Jahr wurde auch das Courthouse erbaut, das 1870 abbrannte und im gleichen Jahr erneut errichtet wurde. Das aktuelle Courthouse stammt aus 1907.

## Verkehr
Vom Norden in den Süden der Stadt verläuft die Alabama State Route 17, die im Norden einen Anschluss an den U.S. Highway 80 und im Süden an den U.S. Highway 84 herstellt. Sie wird im Ortskern gekreuzt von der Alabama State Route 10, die im Osten einen Anschluss an den U.S. Highway 43 herstellt.
Fünf Kilometer östlich befindet sich der stadteigene Butler–Choctaw County Airport.

## Demographie
Zum Zeitpunkt des United States Census 2000 bewohnten 1952 Personen die Stadt. Die Bevölkerungsdichte betrug 134,6 Personen pro km². Es gab 945 Wohneinheiten, durchschnittlich 65,2 pro km². Die Bevölkerung Butlers bestand zu 81,56 % aus Weißen, 17,88 % Schwarzen oder African American, 0,26 % Native American, 0,31 % Asian, 0,61 % gaben an, anderen Ethnien anzugehören und 0,31 % nannten zwei oder mehr Rassen. 0,61 % der Bevölkerung erklärten, Hispanos oder Latinos jeglicher Rasse zu sein.
Die Bewohner Butlers verteilten sich auf 823 Haushalte, von denen in 30,0 % Kinder unter 18 Jahren lebten. 49,0 % der Haushalte stellen Verheiratete, 33,5 % hatten einen weiblichen Haushaltsvorstand ohne Ehemann und 32,3 % bildeten keine Familien. 32,3 % der Haushalte bestanden aus Einzelpersonen und in 13,0 % aller Haushalte lebte jemand im Alter von 65 Jahren oder mehr alleine. Die durchschnittliche Haushaltsgröße betrug 2,21 und die durchschnittliche Familiengröße 2,78 Personen.
Die Stadtbevölkerung verteilte sich auf 22,1 % Minderjährige, 7,1 % 18–24-Jährige, 25,2 % 25–44-Jährige, 25,0 % 45–64-Jährige und 20,6 % im Alter von 65 Jahren oder mehr. Das Durchschnittsalter betrug 42 Jahre. Auf jeweils 100 Frauen entfielen 84,0 Männer. Bei den über 18-Jährigen entfielen auf 100 Frauen 76,5 Männer.
Das mittlere Haushaltseinkommen in Butler betrug 35.302 US-Dollar und das mittlere Familieneinkommen erreichte die Höhe von 43.056 US-Dollar. Das Durchschnittseinkommen der Männer betrug 38.750 US-Dollar, gegenüber 20.700 US-Dollar bei den Frauen. Das Pro-Kopf-Einkommen in Butler war 18.221 US-Dollar. 14,9 % der Bevölkerung und 13,3 % der Familien hatten ein Einkommen unterhalb der Armutsgrenze, davon waren 22,4 % der Minderjährigen und 8,0 % der Altersgruppe 65 Jahre und mehr betroffen.
Bis zum United States Census 2010 sank die Einwohnerzahl auf 1894.

## Söhne und Töchter der Stadt
- Ty Herndon (* 1962), Country-Sänger
- Johnny Ruffin, ein Pitcher der Major League Baseball für die Cincinnati Reds, Arizona Diamondbacks und Florida Marlins

## Namensvarianten
Die Stadt besitzt einige Bezeichnungsvarianten:
- Hendrick’s Crossroads[2]
- Hendricks Crossroads[3]
- Hendrix Crossroads[4]